# The Royal Hunt of the Sun
The Royal Hunt of the Sun (en español La caza real del Sol) es una película épica de drama histórico británico-estadounidense basada en la obra del mismo nombre de Peter Shaffer. Está protagonizada por Robert Shaw como Francisco Pizarro y Christopher Plummer como el inca Atahualpa. Plummer apareció en las versiones teatrales de la obra antes de aparecer en la película, que se rodó en América Latina y España. La película y la obra de teatro, de Peter Shaffer, se basan en la conquista española de Perú por Pizarro en 1530. 

## Trama
Con una pequeña banda de soldados, Francisco Pizarro ingresa al Imperio incaico y captura a su líder, Atahualpa. Pizarro promete liberarlo a cambio de un rescate de oro, pero más tarde se encuentra en conflicto entre su deseo de conquistar y su amistad por su cautivo.

## Elenco
- Robert Shaw como Francisco Pizarro.
- Christopher Plummer como Atahualpa.
- Nigel Davenport como Hernando de Soto.
- Leonard Whiting como el joven Martin.

## DVD
The Royal Hunt of the Sun fue lanzada en DVD por CBS Home Entertainment el 25 de noviembre de 2014 a través de su servicio de DVD a pedido CBS MOD. 